# Hemitaurichthys zoster
Hemitaurichthys zoster là một loài cá biển thuộc chi Hemitaurichthys trong họ Cá bướm. Loài này được mô tả lần đầu tiên vào năm 1831.

## Từ nguyên
Từ định danh zoster được Latinh hóa từ ζωστήρ (zōstḗr) trong tiếng Hy Lạp cổ đại, mang nghĩa là "thắt lưng", hàm ý đề cập đến vùng màu trắng nổi bật ở giữa thân của loài cá này.

## Phạm vi phân bố và môi trường sống
Từ bờ biển phía đông Oman, H. zoster được phân bố dọc theo bờ biển Đông Phi xuống phía nam đến vịnh Sodowana (Nam Phi), về phía đông đến biển Andaman và Indonesia (bờ tây đảo Sumatra xuống phía nam đến đảo Java), băng qua Madagascar và hầu hết các đảo quốc trên Ấn Độ Dương, cũng như vùng biển phía nam Ấn Độ.
H. zoster sống trên khu vực sườn dốc của rạn viền bờ ở độ sâu đến ít nhất là 60 m.

## Mô tả

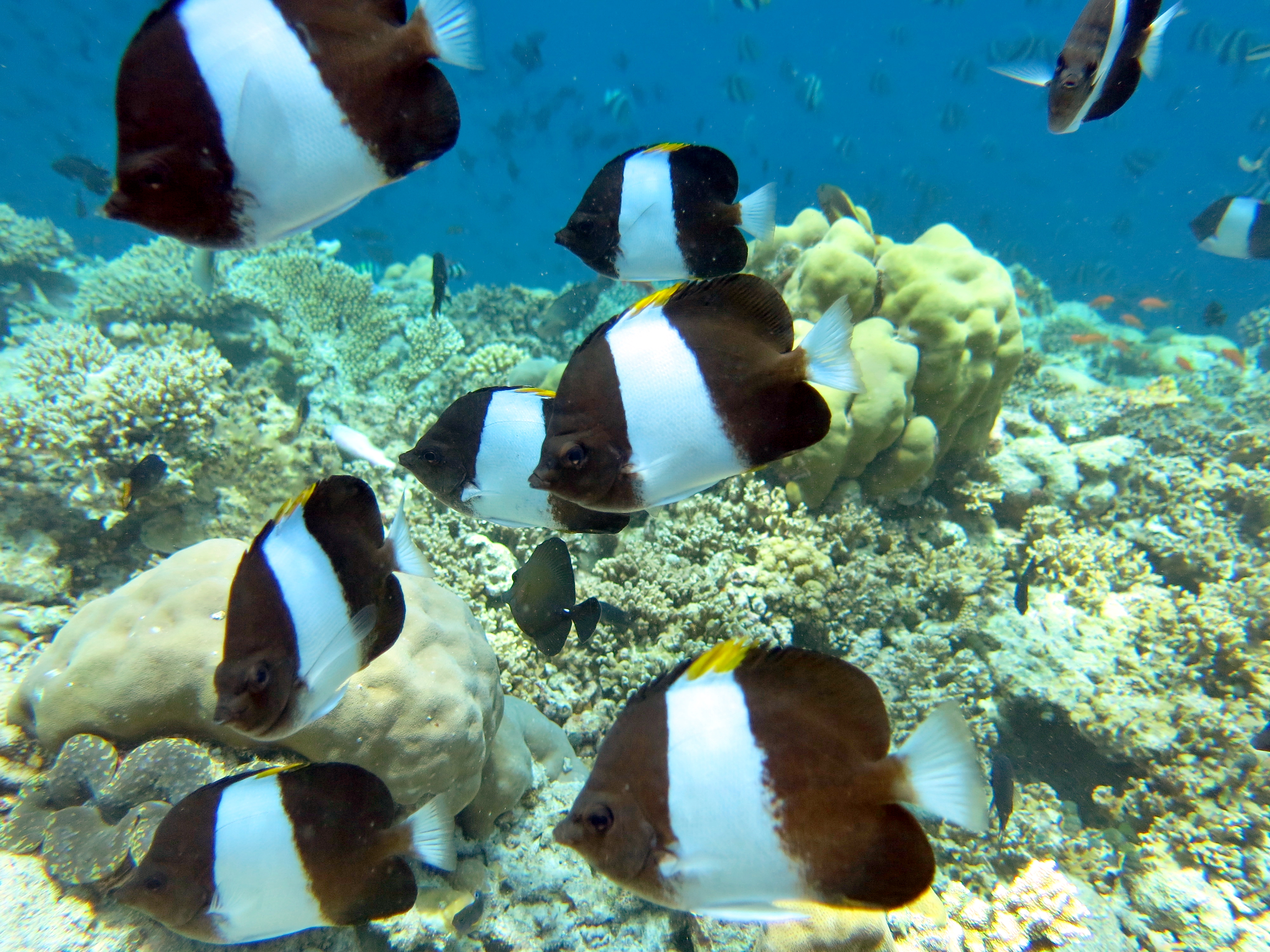
Một đàn H. zoster

Chiều dài lớn nhất được ghi nhận ở H. zoster là 18 cm. Cơ thể có màu nâu sẫm, trừ vùng màu trắng có hình dạng của kim tự tháp ở giữa thân (bắt nguồn cho tên thông thường của loài này). Vây lưng và vây hậu môn màu nâu sẫm như thân sau, những tia gai vây lưng ở phía trên vùng trắng có màu vàng. Vây bụng và vây đuôi có màu trắng.
Số gai ở vây lưng: 12; Số tia vây ở vây lưng: 24–26; Số gai ở vây hậu môn: 3; Số tia vây ở vây hậu môn: 21; Số gai ở vây bụng: 1; Số tia vây ở vây bụng: 5.

## Sinh thái học
H. zoster thường hợp thành đàn lên đến vài trăm cá thể và ăn động vật phù du trên các rạn san hô, có thể bao gồm cả tảo.
Những cá thể lai tạp giữa H. zoster và Hemitaurichthys polylepis đã được quan sát tại Indonesia, quần đảo Cocos (Keeling) và đảo Giáng Sinh.

## Thương mại
H. zoster ít được xuất khẩu trong ngành buôn bán cá cảnh.